# Franciszek Brzeziński
Franciszek Ksawery Brzeziński (ur. 6 września 1867 w Warszawie, zm. 6 sierpnia 1944 tamże) – polski kompozytor i krytyk muzyczny, także prawnik i konsul.

## Życiorys
Syn Kazimierza i Walentyny z Suchorzewskich. Wnuk Filipiny Brzezińskiej. Po ukończeniu studiów prawniczych w Dorpacie (obecnie Tartu w Estonii) rozpoczął studia muzyczne u Jana Kleczyńskiego w Warszawie, następnie w Paryżu i Lipsku u Maksa Regera, Stephana Krehla i Arthura Nikischa. Po powrocie do kraju pracował jako recenzent muzyczny w „Kurierze Warszawskim”. W 1912 ożenił się z Anną Kirchner. Był konsulem RP we Wrocławiu (1921-1927) i w Berlinie. Spoczywa na cmentarzu Powązkowskim w Warszawie (kwatera A-1-19/20).

## Publikacje własne
- Franciszek Brzeziński: Smetana, Nakładem Księgarni Muzycznej F. Grąbczewskiego Warszawa 1933, 82 s.

## Ważniejsze kompozycje
- Koncert fortepianowy g-moll,
- Sonata D-dur na skrzypce i fortepian,
- utwory fortepianowe – Wariacje, Tryptyk, Suita polska, Toccata, Polonez-Ballada (również w wersji orkiestrowej).

## Dyskografia
- 2013 – Komplet Dzieł Fortepianowych – Acte Préalable AP0267
- 2013 – Sonata skrzypcowa D-dur op. 6 – Acte Préalable AP0271